# Leptapha fumata
Leptapha fumata är en tvåvingeart som först beskrevs av Christian Rudolph Wilhelm Wiedemann 1828.  Leptapha fumata ingår i släktet Leptapha och familjen bromsar. Inga underarter finns listade i Catalogue of Life.